# Ask Me No Questions, I'll Tell You No Lies
Ask Me No Questions, I'll Tell You No Lies is de negende aflevering van het derde seizoen van de televisieserie ER, die voor het eerst werd uitgezonden op 12 december 1996.

## Verhaal
Dr. Greene vermoedt dat er iets aan de hand is met Boulet, en hij kijkt haar medisch dossier in. Hier ontdekt hij dat zij hiv besmet is, nu wil hij regels opstellen over haar werkzaamheden. Dit is tegen de zin van dr. Weaver, zij wil dat Boulet gewoon haar werk kan blijven doen. Dit zet dr. Greene en dr. Weaver lijnrecht tegen over elkaar.
Dr. Carter en dr. Keaton hebben al een tijdje in het geheim een romantische relatie, het kost hen moeite om dit geheim te houden. Dr. Keaton vertelt aan dr. Carter dat zij voor haar werk binnenkort voor een tijdje naar Pakistan gaat.
Dr. Benton pakt dr. Gant nog steeds hard aan, dit tegen de zin van dr. Gant.
Dr. Ross voelt medelijden voor dr. Greene, die dr. Lewis mist, en besluit om hem emotioneel bij te staan.

## Rolverdeling

### Hoofdrol
- Anthony Edwards - Dr. Mark Greene
- George Clooney - Dr. Doug Ross
- Sherry Stringfield - Dr. Susan Lewis
- Noah Wyle - Dr. John Carter
- Eriq La Salle - Dr. Peter Benton
- Laura Innes - Dr. Kerry Weaver
- Omar Epps - Dr. Dennis Gant
- Glenne Headly - Dr. Abby Keaton
- John Aylward - Dr. Donald Anspaugh
- William H. Macy - Dr. David Morgenstern
- Gloria Reuben - Jeanie Boulet
- Michael Beach - Al Boulet
- Julianna Margulies - verpleegster Carol Hathaway
- Ellen Crawford - verpleegster Lydia Wright
- Yvette Freeman - verpleegster Haleh Adams
- Dinah Lenney - verpleegster Shirley
- Conni Marie Brazelton - verpleegster Connie Oligario
- Deezer D - verpleger Malik McGrath
- Abraham Benrubi - Jerry Markovic
- Kristin Minter - Randi Fronczak
- Lyn Alicia Henderson - ambulancemedewerker Pamela Olbes
- Brian Lester - ambulancemedewerker Brian Dumar
- Charles Noland - E-Ray

### Gastrol
- Anne-Marie Johnson - patiënte met sikkelcelziekte
- Deborah May - Mary Cain
- Chris Edwards - William Litman
- Kevin Carroll - klerk
- Martin Grey - Mr. Wilbourne
- John Bellucci - pastoor
- Kelsey Berglund - Natalie

en vele andere